# Pinnacle Point Caves
De Pinnacle Point Caves zijn een reeks grotten gebruikt als rotswoning in het Pinnacle Point voorgebergte direct ten zuiden van Mosselbaai in de Zuid-Afrikaanse provincie West-Kaap. Opgravingen sinds het jaar 2000 in een reeks grotten bij Pinnacle Point, voor het eerst ontdekt in 1997 door de Zuid-Afrikaanse archeologen Jonathan Kaplan en Peter Nilssen, hebben bewoning door mensen uit het Middle Stone Age tijdperk tussen 170.000 en 40.000 jaar geleden onthuld. De focus van de opgravingen lag bij Grot 13B, waar een van de  vroegste bewijzen voor de systematische exploitatie van mariene hulpbronnen (schelpdieren) en symbolisch gedrag is gedocumenteerd, en bij Pinnacle Point Cave 5-6 , waar een van de vroegste bewijzen voor de warmtebehandeling van rots om stenen werktuigen te maken is gedocumenteerd. De enige menselijke resten zijn teruggevonden in jongere afzettingen bij PP13B, die ongeveer 100.000 jaar oud zijn.

## Erfgoedbescherming
Pinnacle Point werd op 14 december 2012 door Heritage Western Cape uitgeroepen tot provinciaal erfgoed. Dit gaf de site bescherming onder de Zuid-Afrikaanse erfgoedwetgeving.
In 2015 diende de Zuid-Afrikaanse regering een voorstel in om de grotten toe te voegen aan de lijst van werelderfgoed. Deze erkenning volgde in 2024 toen de UNESCO Commissie voor het Werelderfgoed tijdens zijn 46e sessie de archeologische vindplaatsen bijschreef op de werelderfgoedlijst als "De opkomst van modern menselijk gedrag: de pleistocene bezettingsplaatsen van Zuid-Afrika".